# Lockheed P-7
El Lockheed P-7 fue un avión de patrulla de cuatro motores turbohélice ordenado por la Armada de los Estados Unidos como reemplazo para el P-3 Orion. La configuración externa del avión iba a ser similar a la del P-3. El desarrollo no había progresado mucho antes de que el programa fuese cancelado en julio de 1990.

## Desarrollo
A mitad de los años 80, la Armada estadounidense realizó planes para reemplazar la gran cantidad de aviones Lockheed P-3 que alcanzaría el final de sus vidas útiles durante los años 90. Para limitar los costes, la Armada previó un P-3 modificado con carga incrementada y aviónica modernizada. Este avión llegaría a ser conocido como “P-3G”, del que se comprarían 125 aparatos en un periodo de 5 años hasta 2001. Sin embargo, la Armada no estaba dispuesta a seleccionar el P-3G de Lockheed sin una competición, y emitió una Solicitud de Propuestas (RPF) en enero de 1987. Para el avión llamado P-7A LRAACA (Long-Range Air ASW-Capable Aircraft, Avión con Capacidad Antisubmarina Aérea de Largo Alcance), los competidores de Lockheed fueron:
- Boeing: propuesta usando un 757 modificado.[3]
- McDonnell Douglas: propuesta usando un MD-90 modificado.[4]

En octubre de 1988, la Armada anunció que Lockheed había ganado la competición, ya que la propuesta de la compañía era significativamente más barata que la de los otros competidores. La Oficina de Adquisiciones de Defensa estadounidense (DAB) recomendó un desarrollo completo del LRAACA el 4 de enero de 1989. Se planeó que los costes fueran de alrededor de 600 millones de dólares, con un límite de coste máximo de 750 millones. Sin embargo, en noviembre de 1989, Lockheed anunció un sobrecoste de 300 millones de dólares debido al apretado calendario y a problemas de diseño. El 20 de julio de 1990, la Armada estadounidense detuvo el contrato del programa P-7A por defecto, “citando la imposibilidad de Lockheed de realizar un proceso adecuado hacia la finalización de todas las fases del contrato”. El programa fue finalmente cancelado por la DAB a finales de 1990.

## Diseño
El P-7 fue diseñado como una versión agrandada del P-3C original. El fuselaje, de misma sección que el P-3, fue alargado en 2,4 m, y la envergadura, en 2,10 m. La sección central alar fue aumentada en longitud, lo que alejaba los motores del fuselaje para reducir los niveles de ruido en la cabina. El plano de cola fue aumentado en alrededor de un 25 % en superficie, pero recortado en altura, comparada con la del P-3. El P-7A iba a estar propulsado por cuatro turbohélices General Electric T407-GE-400 con hélices de 5 palas.
Los planes iniciales incluían el equipo de electrónica Update IV del P-3C. La cabina iba a ser equipada con 8 pantallas CRT y un HUD estibable para el lanzamiento de armas. Otro equipo incluía radar de búsqueda, MAD, lanzadores de bengalas (flare), detector electro-óptico, receptores de alerta radar, supresión IR de los tubos de escape de los motores y pantallas de desviación láser en las ventanas. El sensor de detección submarina principal iba a ser la sonoboya, de las que se llevarían 112 internamente; 38 más podían ser estibadas para recarga en vuelo. Otras 150 podían ser llevadas en 10 soportes subalares.
El diseño disponía de una bodega de bombas interna para un máximo de 3400 kg de armas y 12 soportes subalares.

## Especificaciones (P-7A, según diseño)

### Características generales
- Tripulación: >Trece (aprox., según la disposición de los asientos)
- Longitud: 34,3 m (112,7 ft)
- Envergadura: 32,5 m (106,6 ft)
- Altura: 10 m (32,9 ft)
- Superficie alar: 133,6 m² (1438,1 ft²)
- Peso vacío: 47 627 kg (104 969,9 lb)
- Peso cargado: 74 843 kg (164 954 lb)
- Peso máximo al despegue: 77 723 kg (171 301,5 lb)
- Planta motriz: 4× turbohélice General Electric T407.
  - Potencia: 4500 kW (6204 HP; 6119 CV) cada uno.
- Hélices: Hamilton Standard 15WF-5[8] de 5 palas

### Rendimiento
- Velocidad máxima operativa (Vno): 660 km/h (410 MPH; 356 kt)
- Alcance: 3980 km (2149 nmi; 2473 mi)
- Potencia/peso: 0,24 kW/kg (0,14 hp/lb)

## Aeronaves relacionadas

### Desarrollos relacionados
- Lockheed P-3 Orion

### Aeronaves similares
- Boeing P-8 Poseidon
- McDonnell Douglas P-9D
- Kawasaki P-1

### Secuencias de designación
- Secuencia P-_ (Aviones de Patrulla estadounidenses, 1962-presente): ← P-3 - P-4 - P-5 - P-7 - P-8 - P-9